# Tổng thống Hoa Kỳ
Tổng thống Hoa Kỳ (president of the United States, viết tắt là POTUS) là nguyên thủ quốc gia và người đứng đầu chính phủ của Hoa Kỳ. Tổng thống lãnh đạo chính quyền liên bang Hoa Kỳ và thống lĩnh Quân đội Hoa Kỳ.
Từ khi George Washington nhậm chức tổng thống đầu tiên vào năm 1789 thì quyền hạn của tổng thống đã tăng cường đáng kể. Tuy có lúc thịnh lúc suy trong lịch sử nhưng tổng thống giữ một vai trò quan trọng trong đời sống chính trị của Hoa Kỳ từ đầu thế kỷ 20. Quyền hạn của tổng thống được tăng cường mạnh mẽ trong nhiệm kỳ của Franklin D. Roosevelt và George W. Bush. Hiện tại, tổng thống Hoa Kỳ là một trong những nhân vật chính trị có quyền lực lớn nhất trên thế giới và là lãnh đạo của siêu cường quốc duy nhất trên thế giới. Là lãnh đạo của nền kinh tế lớn nhất trên thế giới theo GDP (danh nghĩa), tổng thống Hoa Kỳ sở hữu nhiều quyền lực cứng và quyền lực mềm cả trong nước lẫn trên trường quốc tế.

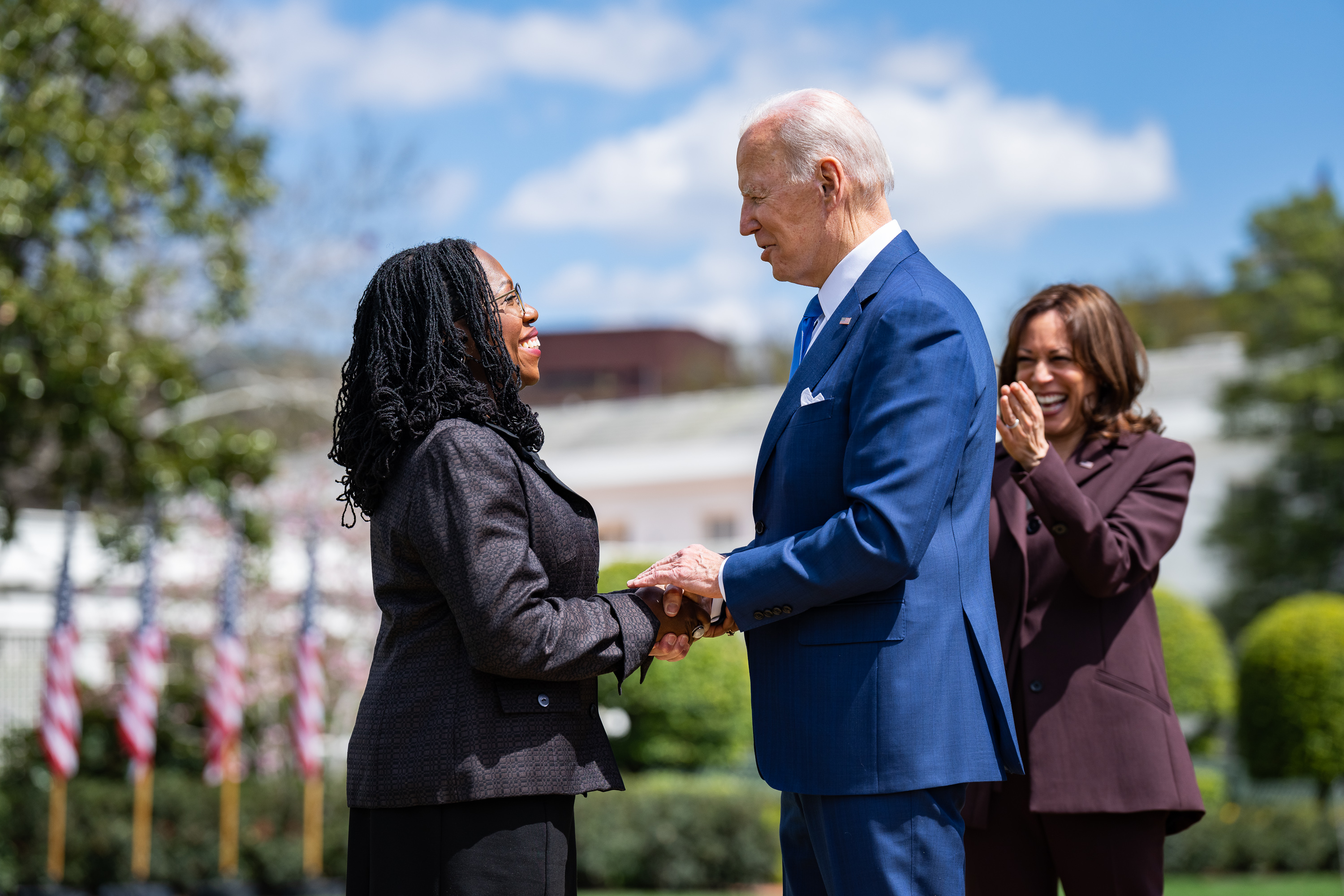
Tổng thống Joe Biden bắt tay với Thẩm phán Tòa án tối cao Hoa Kỳ Ketanji Brown Jackson, có Phó Tổng thống Kamala Harris chứng kiến sau khi bà được Thượng viện phê chuẩn vào năm 2022

Điều II Hiến pháp Hoa Kỳ quy định nhiệm vụ, quyền hạn của tổng thống, bao gồm thi hành luật liên bang và bổ nhiệm các quan chức hành chính, ngoại giao, quản lý nhà nước và tư pháp của chính quyền liên bang. Tổng thống có quyền bổ nhiệm, tiếp nhận đại sứ, ký kết điều ước quốc tế và chịu trách nhiệm thực hiện chính sách đối ngoại của Hoa Kỳ, bao gồm quản lý và chỉ huy Quân đội Hoa Kỳ, là quân đội có ngân sách quốc phòng lớn nhất trên thế giới và sở hữu kho vũ khí hạt nhân lớn thứ hai trên thế giới.
Tổng thống cũng giữ một vai trò lãnh đạo trong việc xây dựng pháp luật liên bang, chính sách đối nội. Khoản 7 Điều II Hiến pháp Hoa Kỳ quy định tổng thống có quyền phủ quyết luật của Quốc hội. Được coi là lãnh đạo của chính đảng họ, tổng thống tích cực vận động những nghị sĩ Quốc hội ủng hộ chính sách của họ, và quá trình xây dựng chính sách phần lớn phụ thuộc vào kết quả bầu cử tổng thống. Trong những thập niên gần đây, tổng thống cũng thường xuyên dùng sắc lệnh, quy định của các cơ quan nhà nước và quyền bổ nhiệm thẩm phán để quyết định chính sách đối nội.
Tổng thống và phó tổng thống do Đại cử tri Đoàn bầu ra. Nhiệm kỳ của tổng thống và phó tổng thống là bốn năm. Tu chính án XII Hiến pháp Hoa Kỳ quy định không ai được tái cử tổng thống quá hai nhiệm kỳ. Đã có chín phó tổng thống kế nhiệm tổng thống sau khi tổng thống đương nhiệm qua đời hoặc từ chức. Tổng cộng đã có 45 cá nhân giữ chức vụ tổng thống trải qua 59 nhiệm kỳ bốn năm.

### 1789–1933

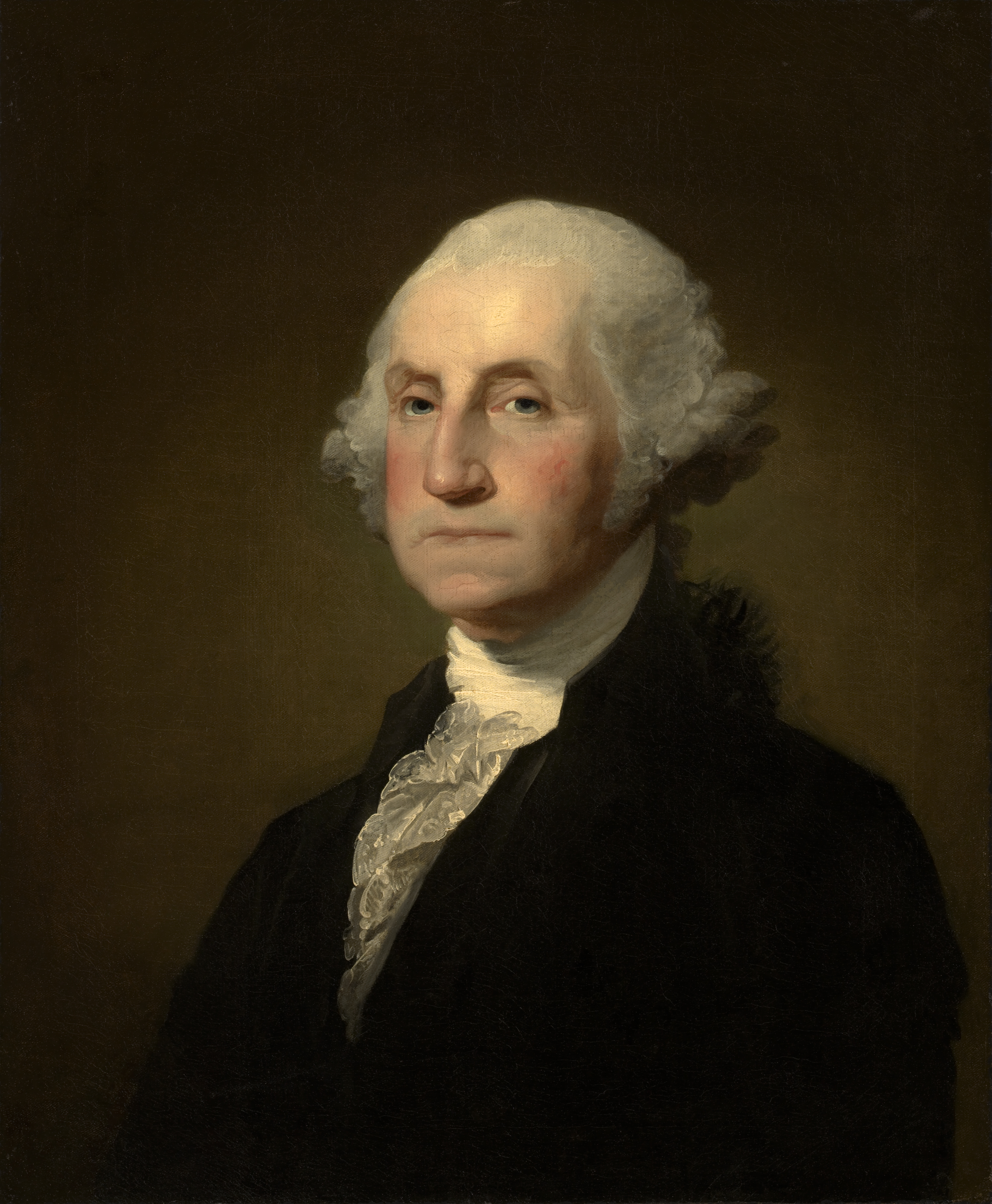
George Washington, tổng thống đầu tiên của Hoa Kỳ

### Tổng thống đế vương

Tổng thống Franklin D. Roosevelt đàm thoại trên đài phát thanh vào năm 1933

### Quyền phủ quyết dự luật

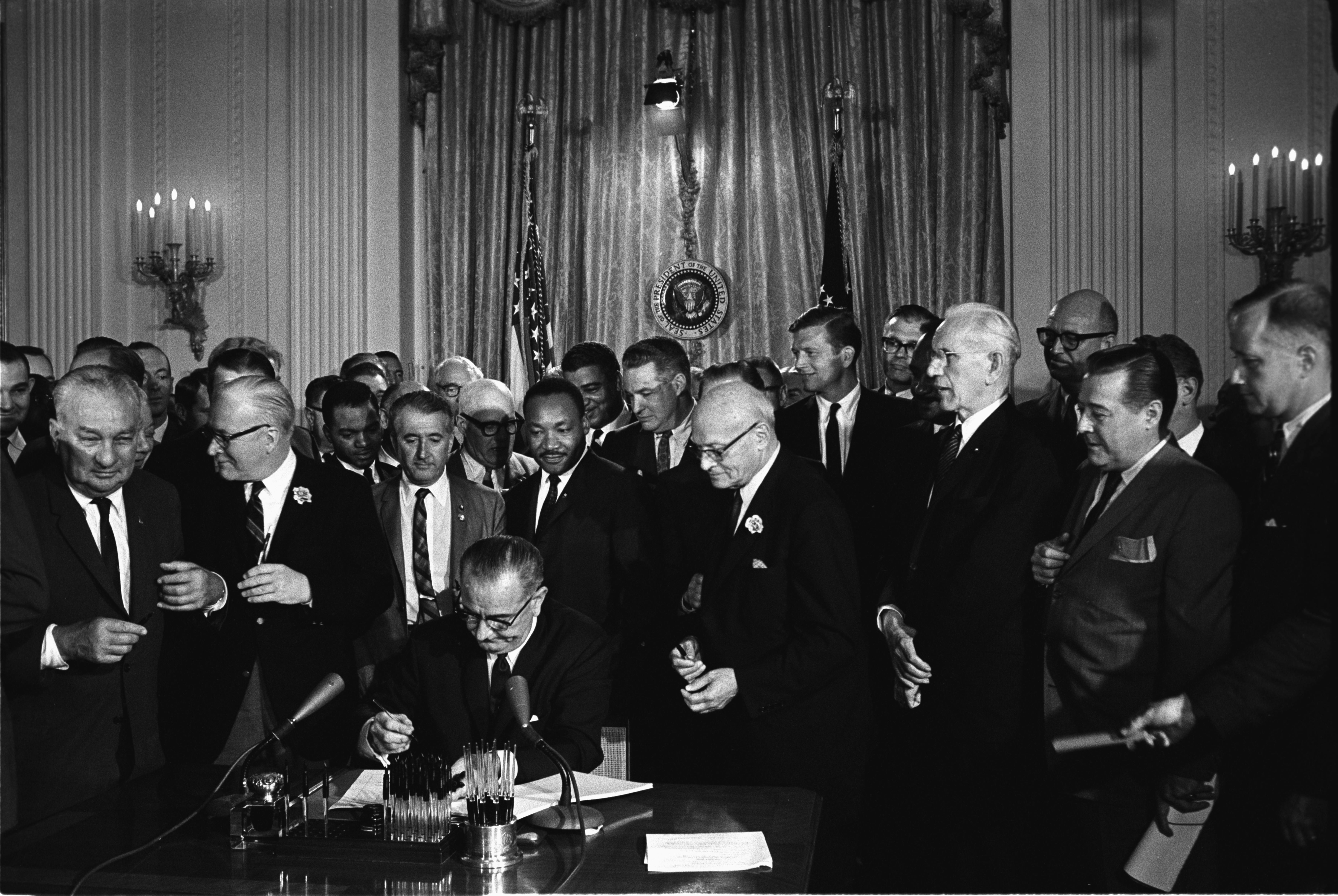
Tổng thống Lyndon B. Johnson ký Luật Dân quyền năm 1964 tại Nhà Trắng vào ngày 2 tháng 7 năm 1964, có Martin Luther King và những người khác chứng kiến.

### Quyết định chương trình nghị sự

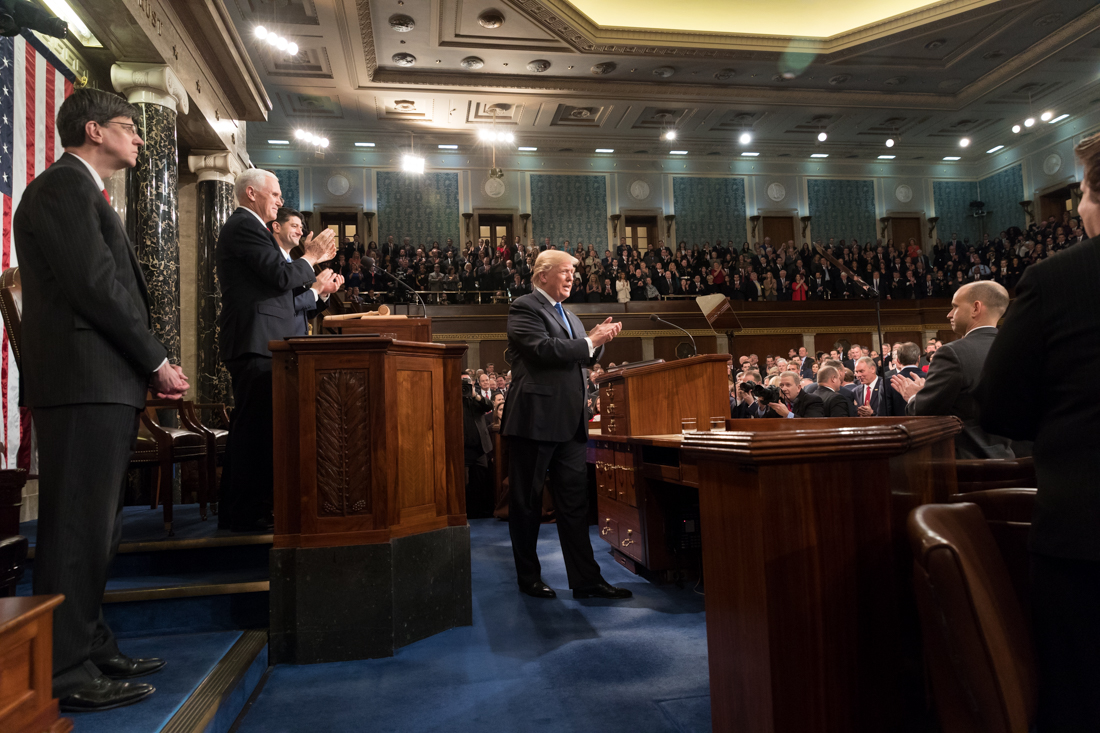
Tổng thống Donald Trump đọc Thông điệp Liên bang trước Quốc hội vào năm 2018

### Đối ngoại

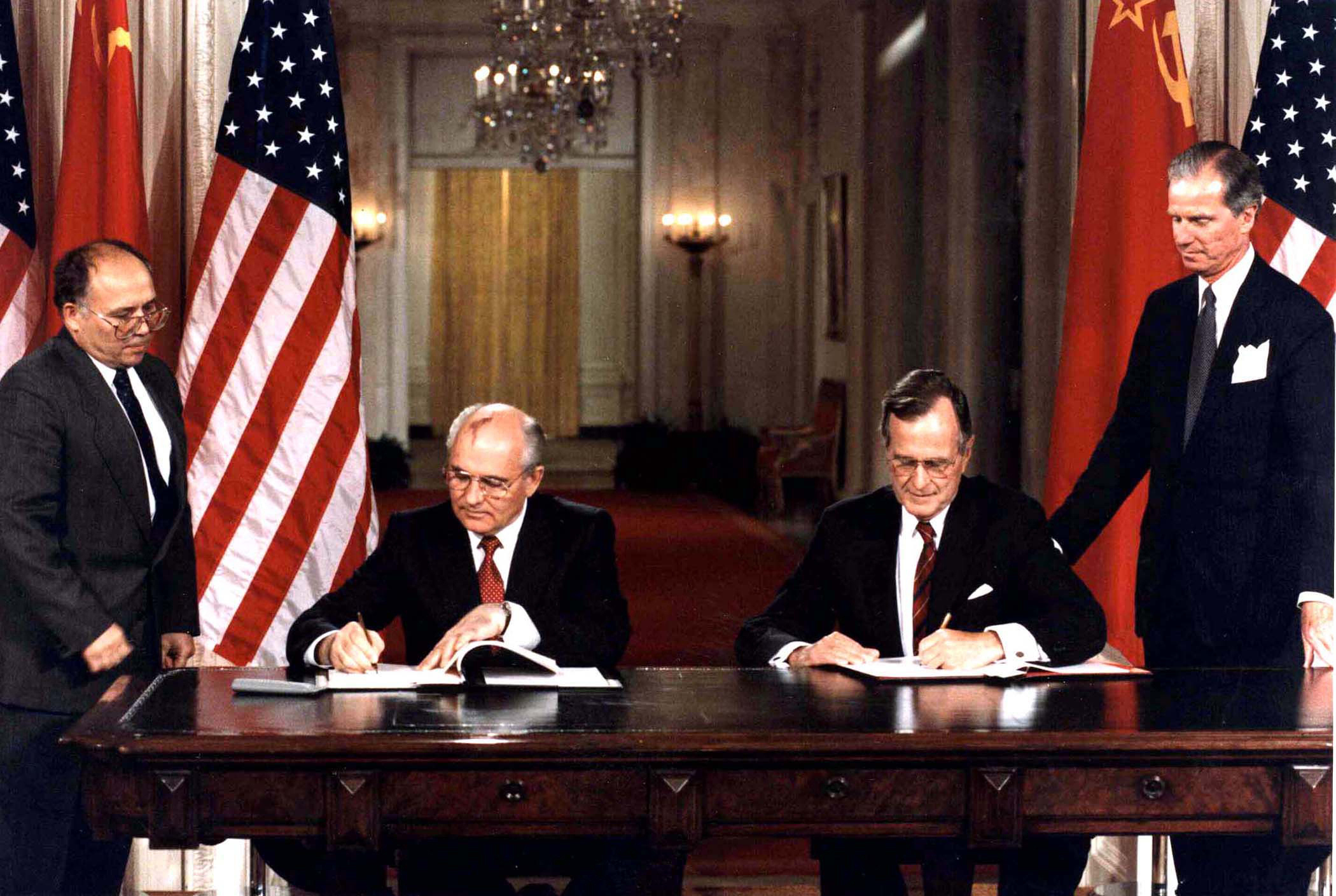
Tổng thống George H. W. Bush và Tổng thống Liên Xô Mikhail Sergeyevich Gorbachyov ký Hiệp định vũ khí hóa học năm 1990 tại Nhà Trắng.

### Tổng tư lệnh

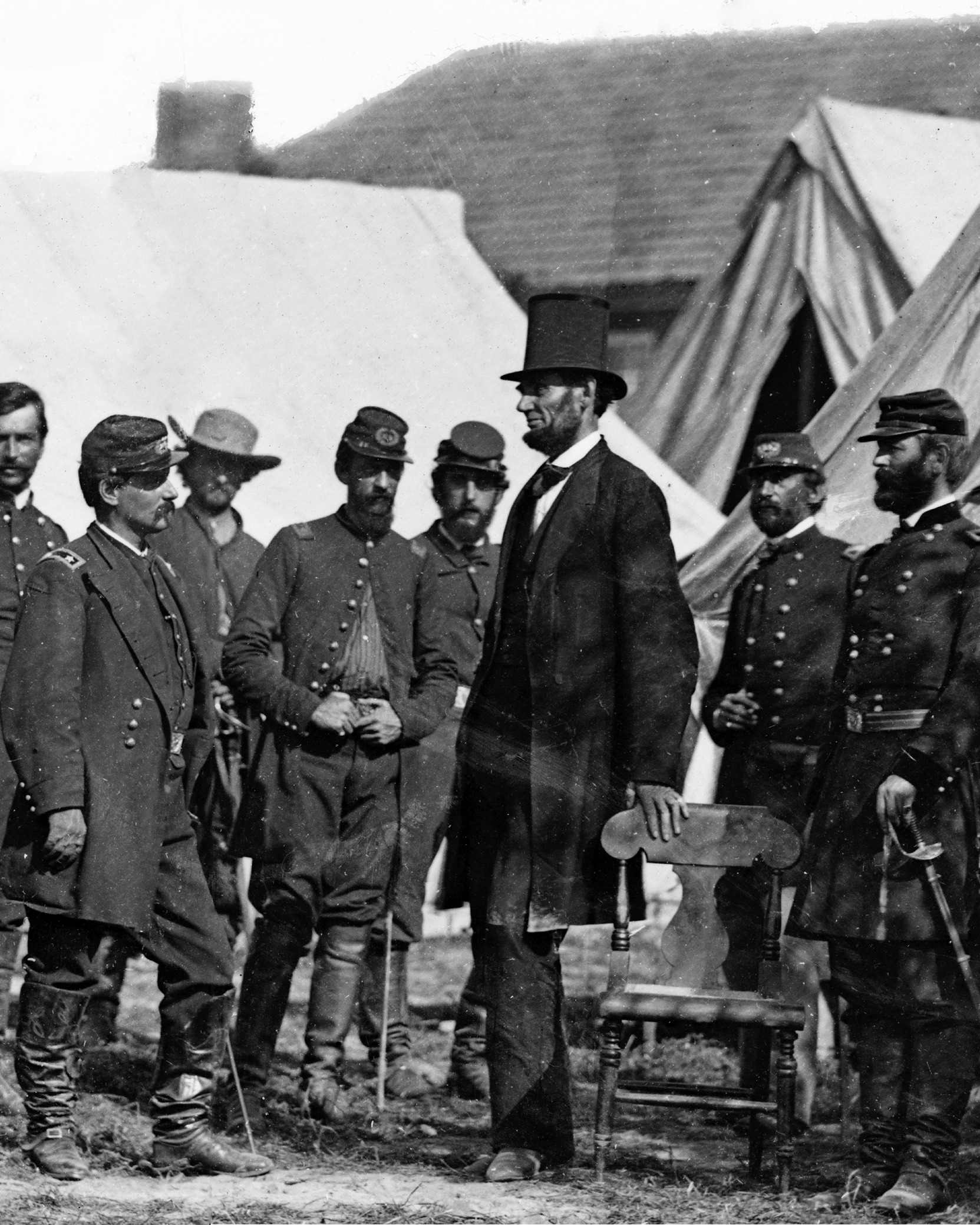
Abraham Lincoln cùng tướng Lục quân Liên bang miền Bắc Hoa Kỳ George B. McClellan và binh lính tại Antietam vào ngày 3 tháng 10 năm 1862

### Nguyên thủ quốc gia

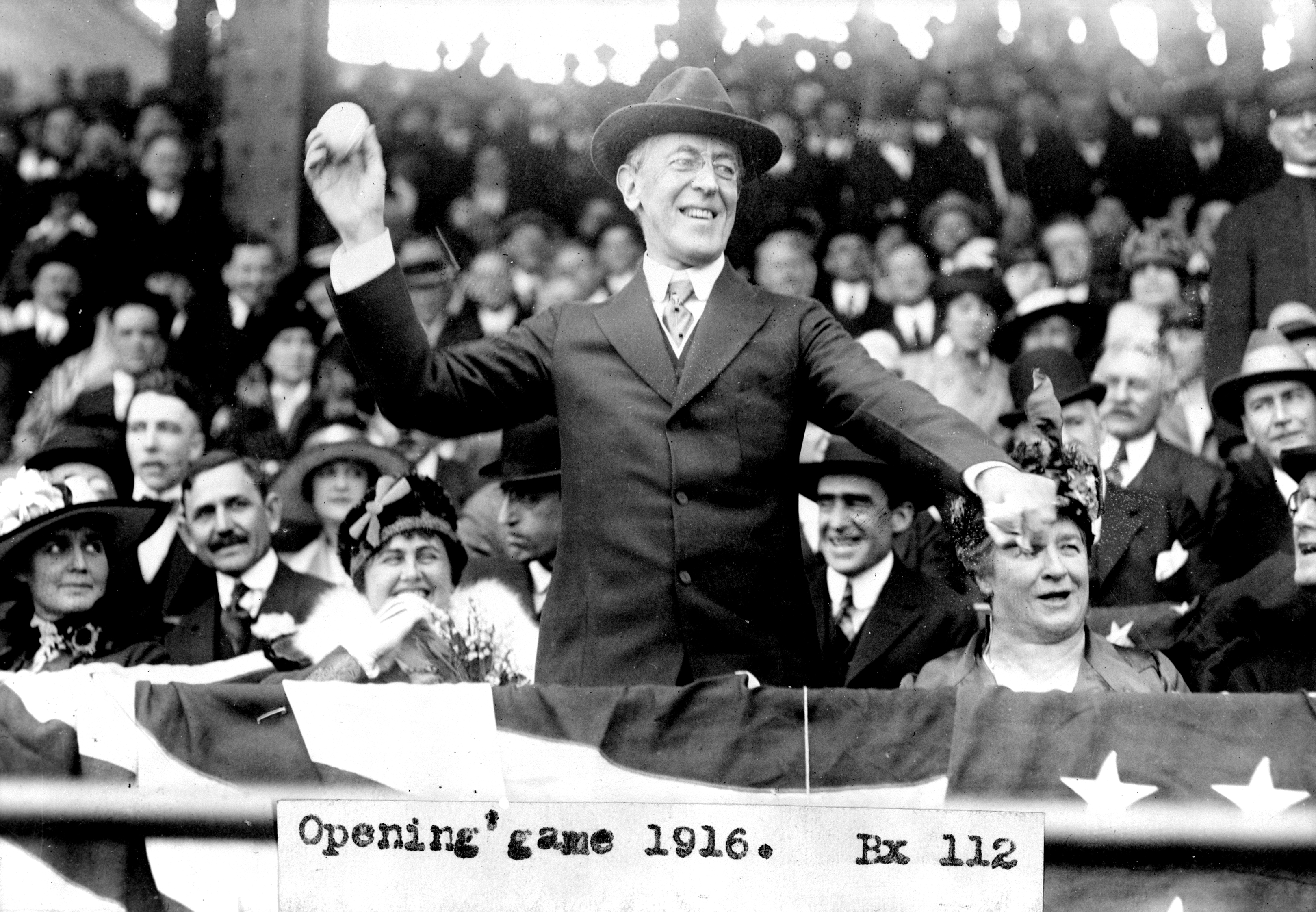
Tổng thống Woodrow Wilson ném quả bóng khai mạc mùa giải bóng chày năm 1916.

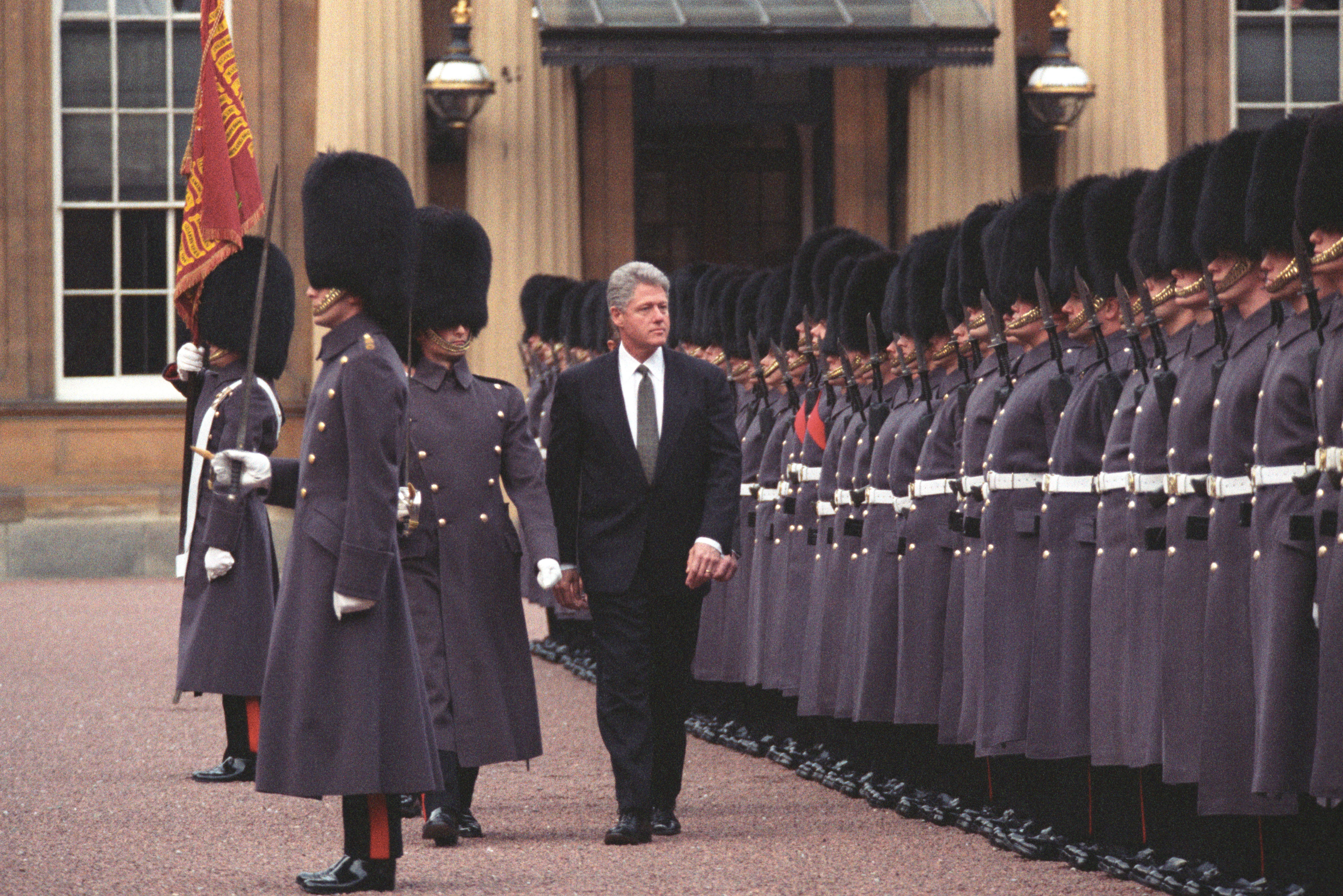
Tổng thống Bill Clinton duyệt đội danh dự tại Cung điện Buckingham trong chuyến thăm cấp nhà nước Anh vào năm 1995.

### Tranh cử và đề cử

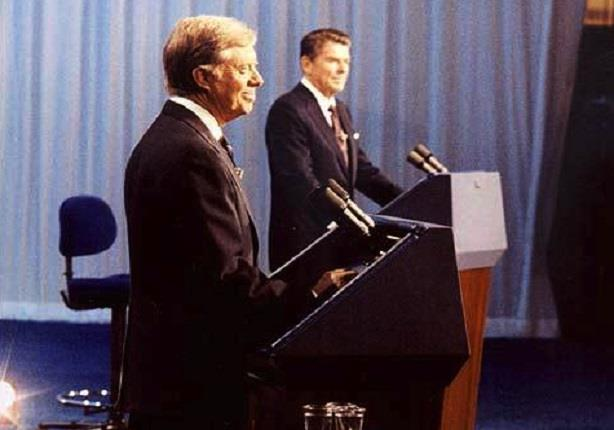
Tổng thống Jimmy Carter (trái) tranh luận với người ứng cử của Đảng Cộng hòa Ronald Reagan (phải) vào ngày 28 tháng 10 năm 1980, trước bầu cử tổng thống năm 1980.

### Bầu cử

Bản đồ Hoa Kỳ cho thấy số lượng đại cử tri của mỗi tiểu bang và Washington, D.C. trong bầu cử tổng thống năm 2012, 2016 và 2020 sau cuộc điều tra dân số năm 2010. Đại cử tri Đoàn có 538 đại cử tri mà ít nhất 270 đại cử tri cấu thành một đa số.

### Giới hạn nhiệm kỳ

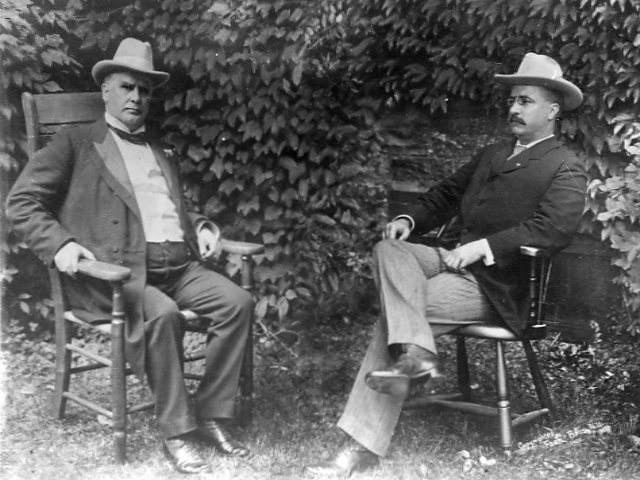
Tổng thống William McKinley và Phó Tổng thống Theodore Roosevelt, k. 1880

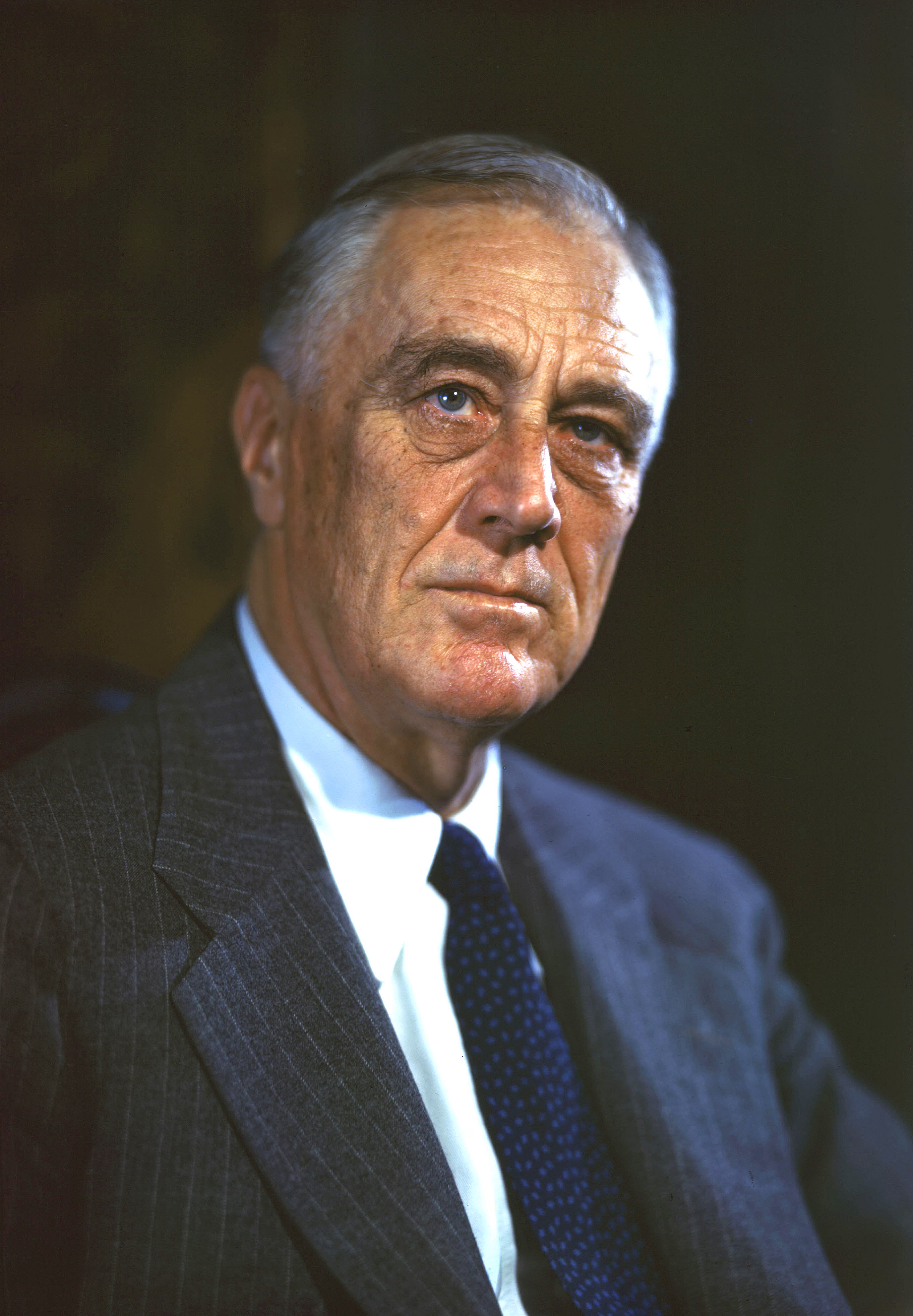
Franklin D. Roosevelt trúng cử liên tiếp bốn nhiệm kỳ tổng thống vào năm 1932, 1936, 1940 và 1944 trước khi Tu chính án số XXII giới hạn hai nhiệm kỳ từ năm 1951

### Nơi ở và làm việc

Những nơi ở và làm việc của tổng thống
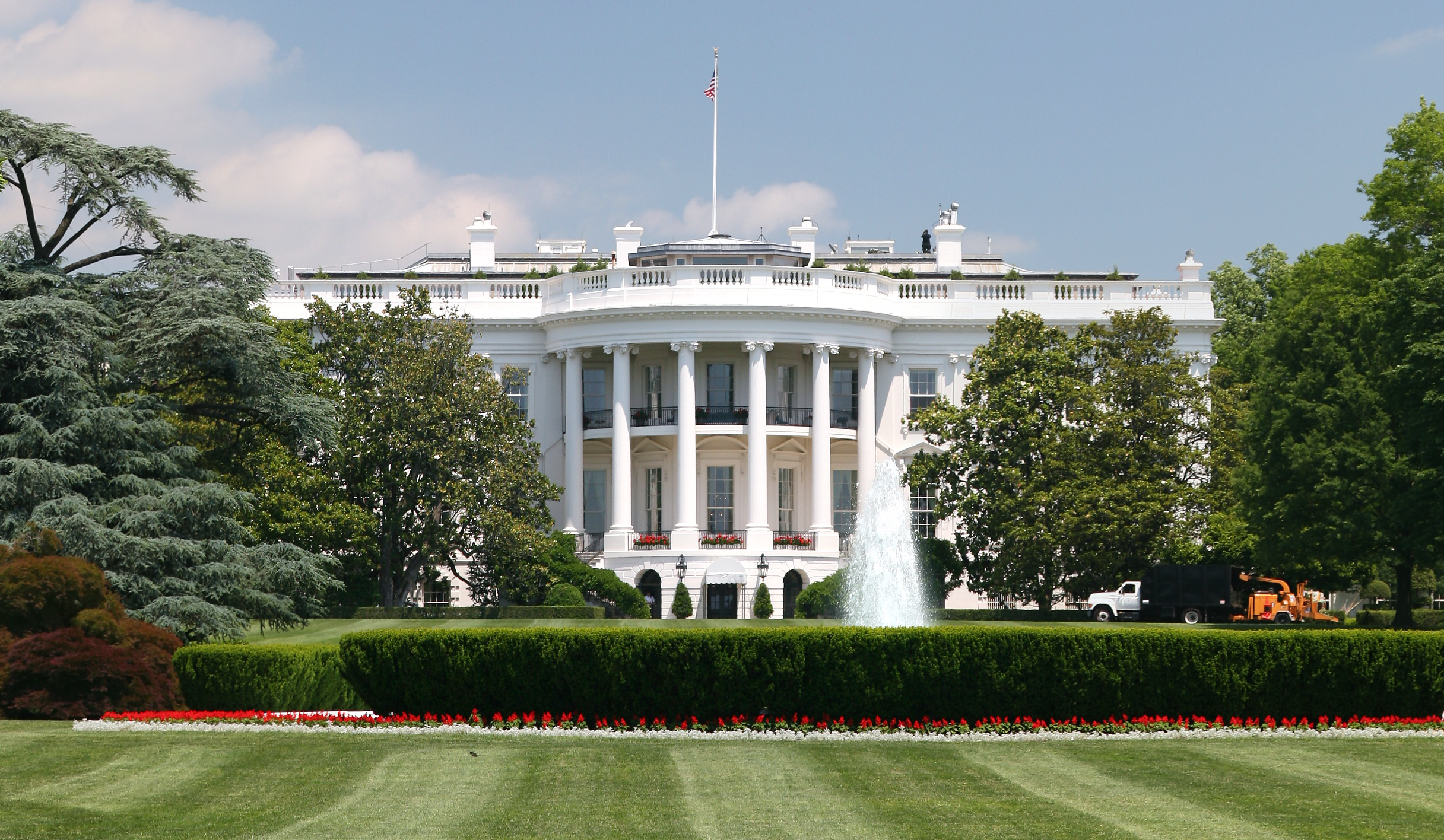
Nhà Trắng, nơi ở và làm việc chính thức
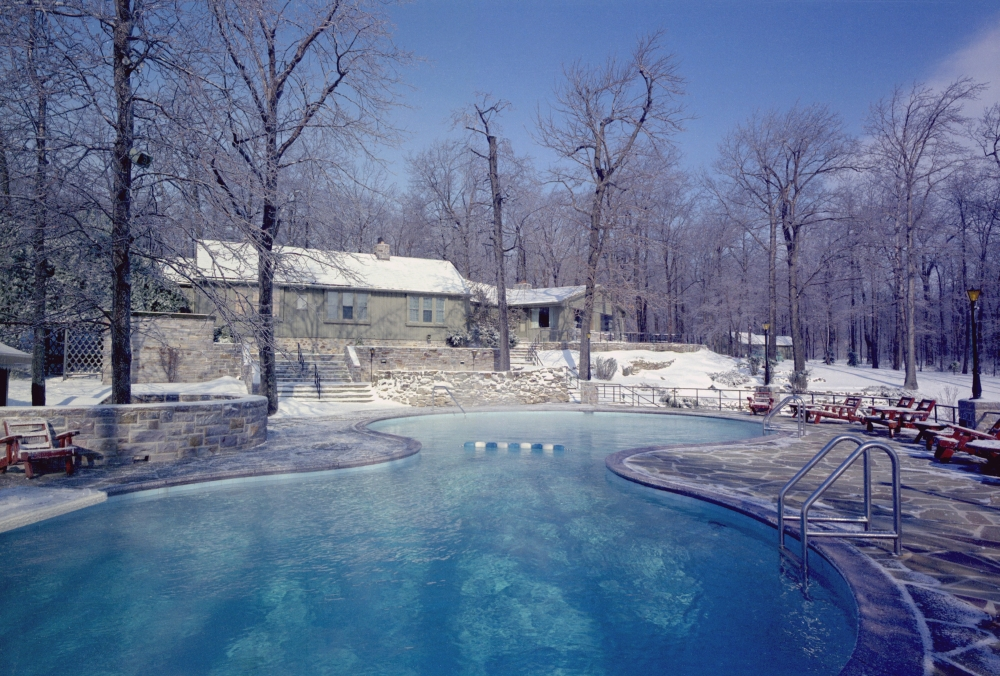
Trại David tại Maryland, biệt thự chính thức
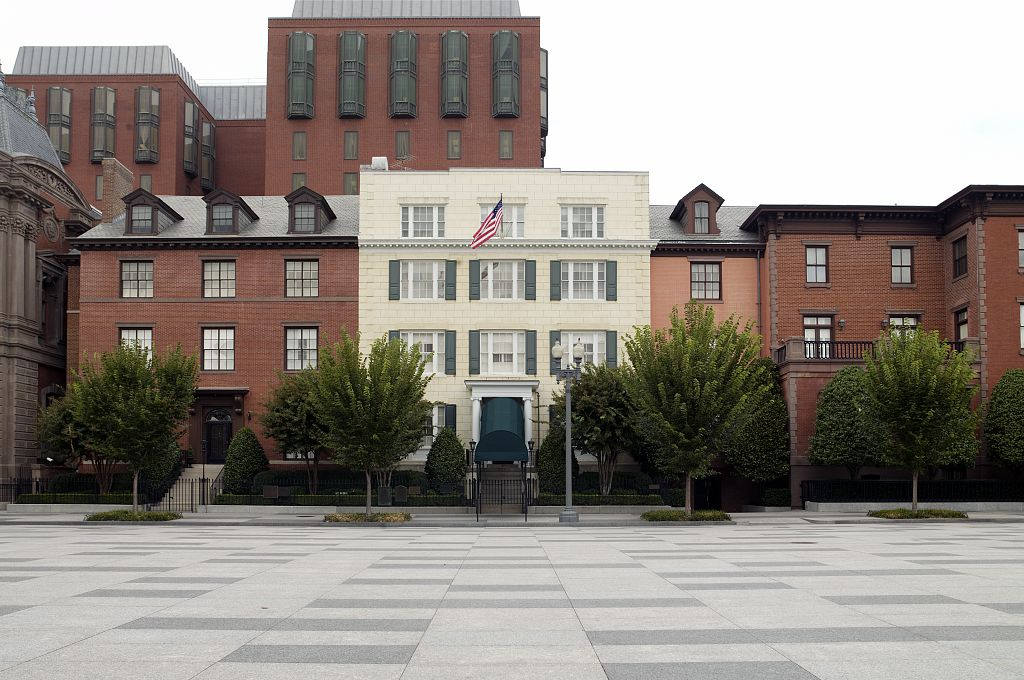
Nhà khách Tổng thống, nhà khách chính thức

### Phương tiện đi lại

Phương tiện đi lại của tổng thống
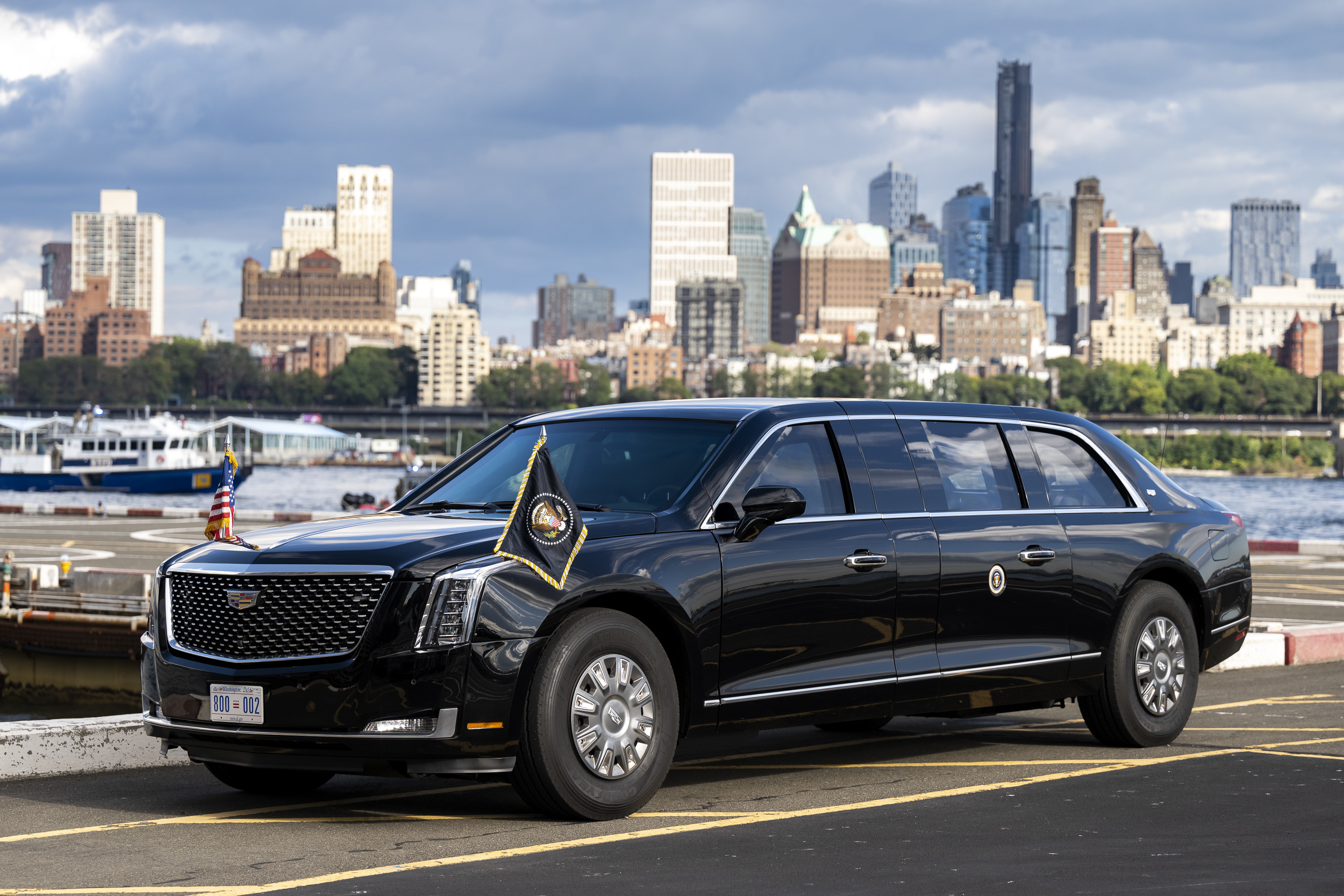
Xe limousine của tổng thống, biệt danh là "Quái thú"
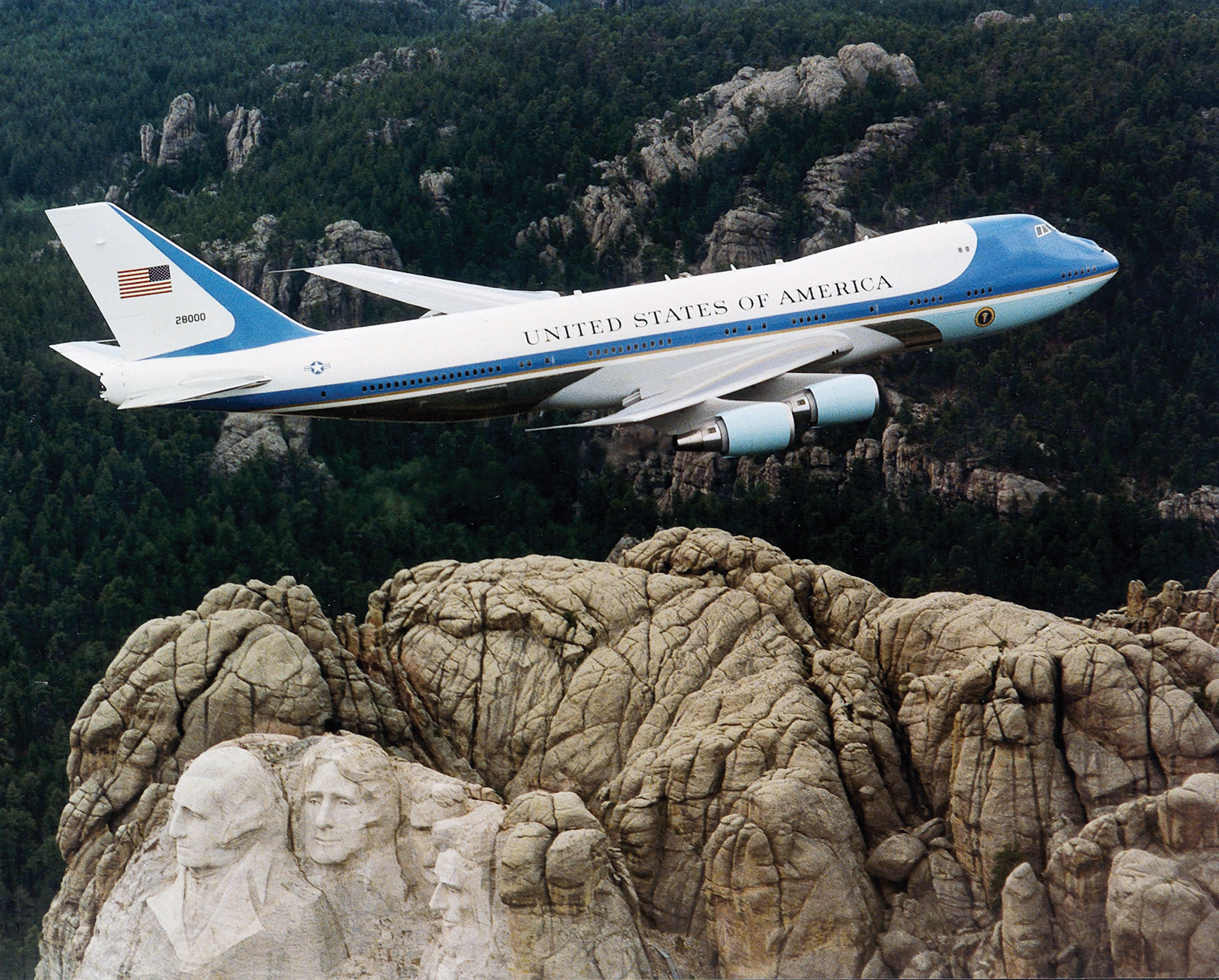
Chuyên cơ của tổng thống, được chỉ định là Air Force One khi chở tổng thống
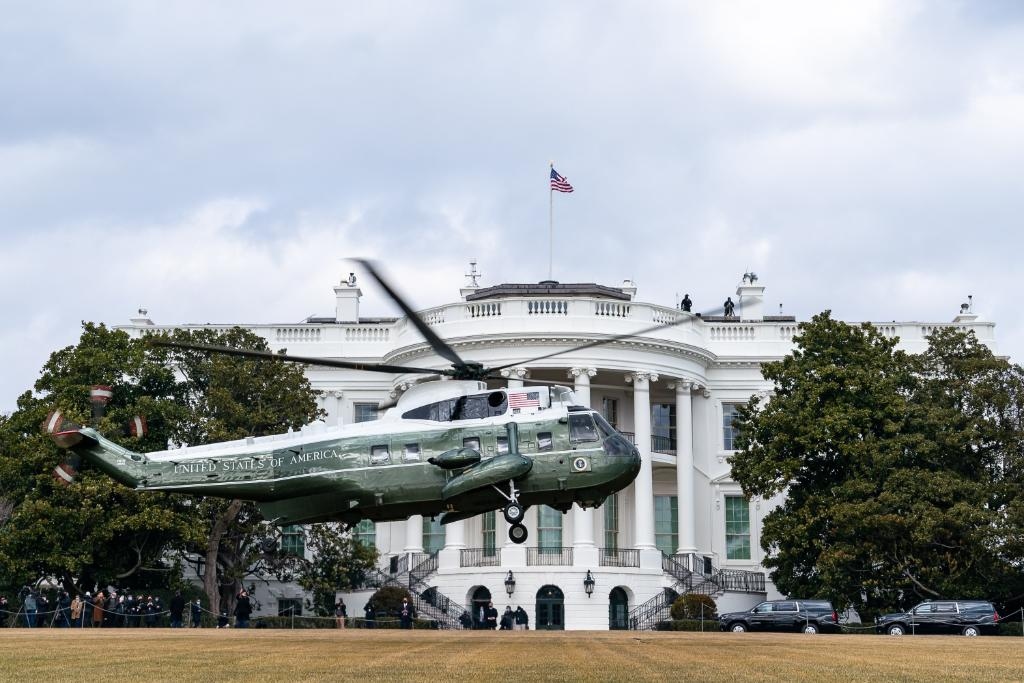
Máy bay trực thăng của tổng thống, được chỉ định là Marine One khi chở tổng thống

### Chế độ cảnh vệ

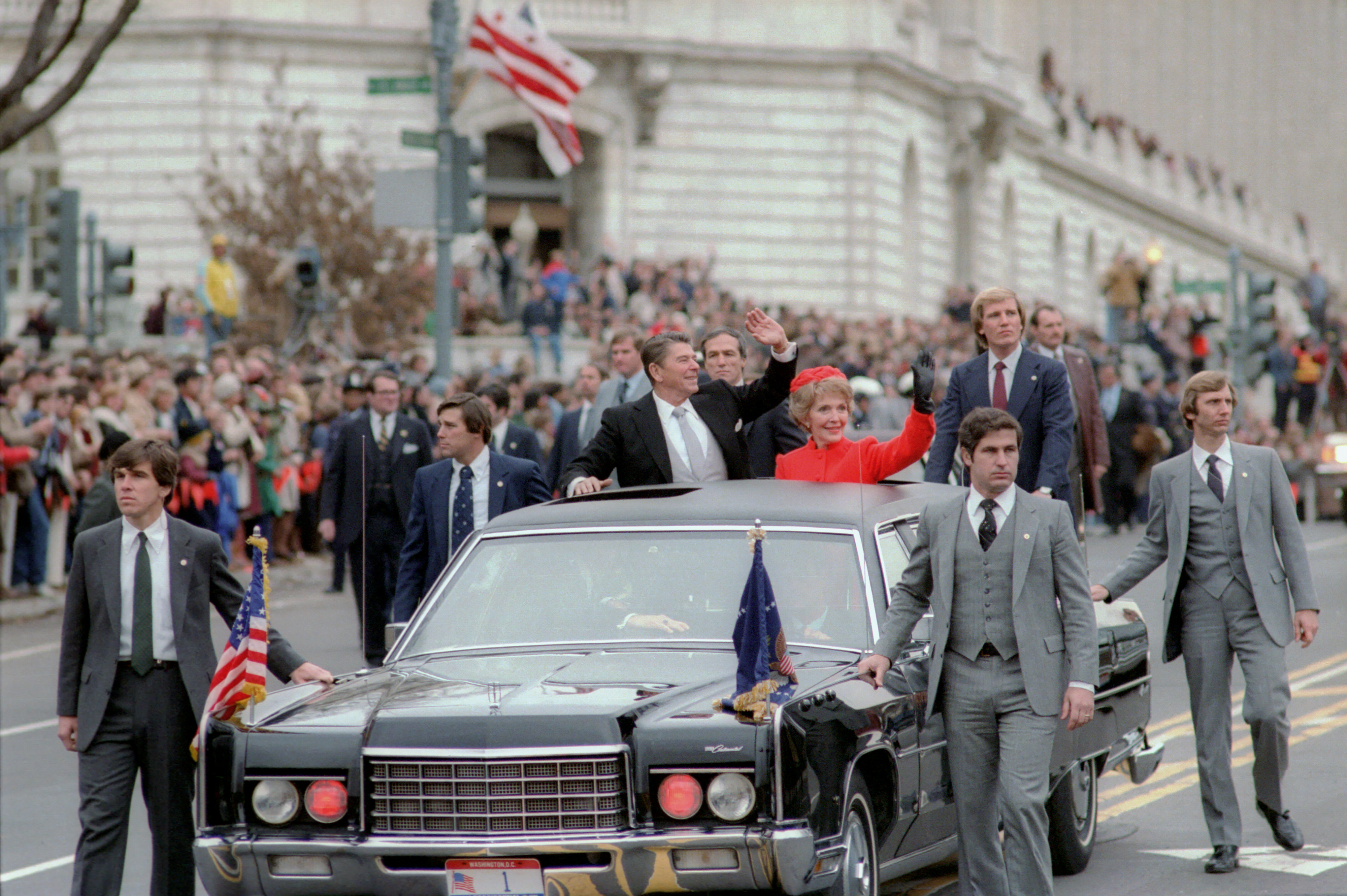
Tổng thống Ronald Reagan vẫy tay trên xe sau khi nhậm chức vào ngày 20 tháng 1 năm 1981.

## Hậu mãn nhiệm

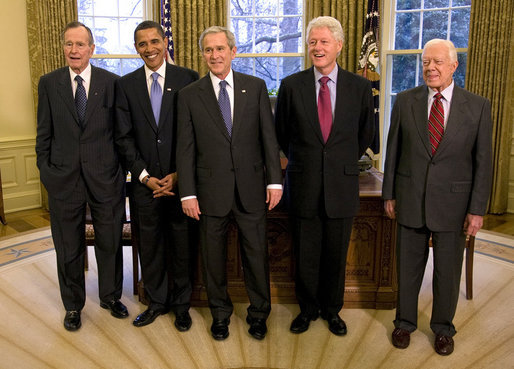
Từ trái sang phải: Tổng thống George H. W. Bush, Barack Obama, George W. Bush, Bill Clinton và Jimmy Carter tại Phòng Bầu dục vào ngày 7 tháng 1 năm 2009.

### Thư viện tổng thống

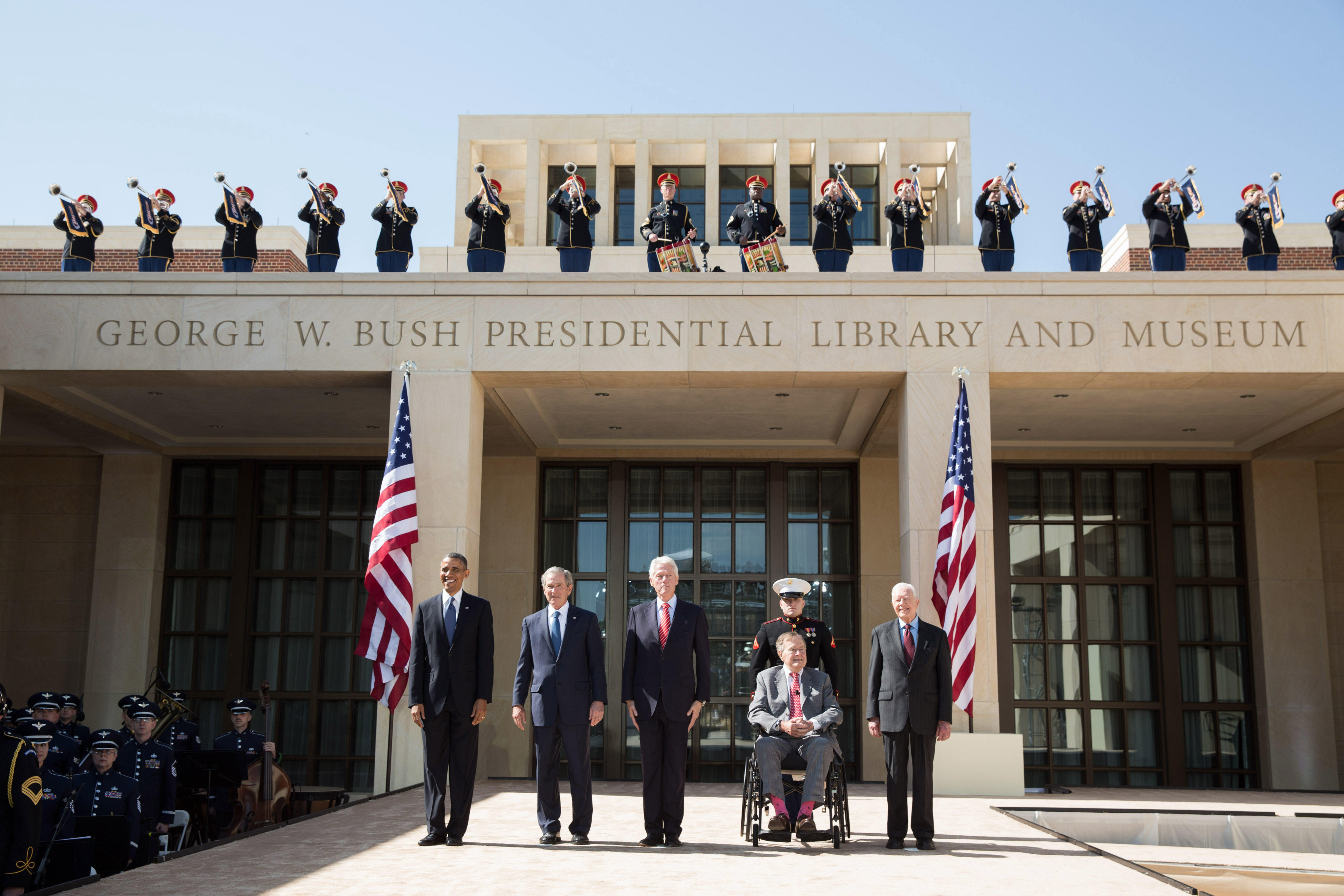
Từ trái sang phải: Tổng thống Barack Obama, George W. Bush, Bill Clinton, George H. W. Bush và Jimmy Carter tại lễ khánh thành Thư viện và Bảo tàng Tổng thống George W. Bush tại Dallas vào năm 2013

## Lịch sử phát triển